# Raddery
Raddery (Schots-Gaelisch: Radharaidh) is een dorp op het schiereiland Black Isle in de Schotse lieutenancy Ross and Cromarty in het raadsgebied Highland.